# Edward Peake
Pour les articles homonymes, voir Peake.
Pas d'image ? Cliquez ici

a Compétitions nationales et continentales officielles uniquement.

b Matchs officiels uniquement.
Dernière mise à jour le 5 mars 2024.
Edward Peake était un joueur gallois de rugby à XV, né le 29 mars 1860 à Tidenham (Gloucestershire), décédé le 3 janvier 1945 dans le Huntingdonshire, ayant occupé le poste de centre en sélection nationale.
Il a évolué en club avec le Newport RFC et avec Chepstow.  
Il a disputé son premier test match en équipe de Galles le 19 février 1881 contre l'équipe d'Angleterre pour le premier match international du pays de Galles. 
Il a connu des sélections avec l'Oxford University RFC pour affronter Cambridge University RUFC en rugby, cricket et en athlétisme. Il a joué au cricket pour Gloucester avec WG et EM Grace. Il a été professeur puis il est devenu ministre anglican à Bluntisham, Hunts.

## Palmarès
- 1 sélection en équipe de Galles en 1881
- Sélection par année : 1 en 1881